# USS Porter (DD-800)
USS Porter (DD-800) — эскадренный миноносец типа «Флетчер», в период Второй мировой войны состоявший на вооружении ВМС США. Был назван в честь Дэвида Портера и его сына адмирала Портера.
Эсминец был заложен 6 июля 1943 года на верфи Todd Pacific Shipyards, Сиэтл, штат Вашингтон, спущен на воду 13 марта 1944 года и сдан в эксплуатацию 24 июня 1944 года, под командование Х. Р. Принса.

## История
16 сентября 1944 «Портер» отплыл на патрулирование у города Адак .
21 ноября 1944 года, в составе группы кораблей, «Портер» совершил рейд на Курильские острова и подверг бомбардировке военные объекты на острове Матуа. 5 января 1945 года эсминец обстрелял японскую военную базу на острове Парамушир, а в ночь на 18 февраля цели на его южной оконечности. 10 и 11 июня «Портер» подверг обстрелу Матуа. 25 июня, в Охотском море, эсминец атаковал небольшой конвой и потопил 2000-тонное японское торговое судно.
3 июля 1946 «Портер» был выведен из строя в резерв.
9 февраля 1951 «Портер» вновь был введён в строй и принял участие в Корейской войне.
10 августа 1953 года эсминец был снова выведен в резерв и последующие два десятилетия стоял на приколе на базе Норфолке. 1 октября 1972 года он был исключён из списков, а 21 марта 1974 продан для разборки на металл.

## Награды
«Портер» был награждён звездой за службу во Второй мировой войне. Также имеет звезду за Корейскую войну.

## Командиры
- 24.6.1944 — 1945 капитан 2 ранга (коммандер) Ховард Рич Принс (англ. Howard Riche Prince);
- 1945 — 3.7.1946 капитан 3 ранга (лейтенант-коммандер) Джон Блаунт Нельсон (англ. John Blount Nelson);
- 9.2.1951 — 1951 капитан 2 ранга (коммандер) Леон Грабовски (англ. Leon Grabowsky);
- 1951 — 13.2.1952 капитан 2 ранга (коммандер) Джон Роберт Миддлтон (англ. John Robert Middleton);
- 13.2.1952 — 10.8.1953 капитан 2 ранга (коммандер) Уильям Джон Шлакс–младший (англ. William John Schlacks Jr.);